# مگس‌گیر جنگلی سینه‌گندمی
مگس‌گیر جنگلی سینه‌گندمی (نام علمی: Cyornis olivaceus) نام یک گونه از سرده مگس‌گیرهای آبی است.